# Aeroportul Internațional Debrețin
Aeroportul Internațional Debrețin (IATA: DEB, ICAO: LHDC) este un aeroport din Hajdú-Bihar, Ungaria ce deservește zona Debrețin. Aeroportul a fost tranzitat în 2023 de 306.095 de pasageri. A fost deschis în 1930 și numit după zona deservită.
Situat la o altitudine de 110 m, aeroportul dispune de 1 pistă.

## Infrastructură

### Piste
Aeroportul dispune de o singură pistă. Pista 04R/22L are suprafața de beton și dimensiunile 2.498 m × 40 m. 